# اتین دکرو
اتین دکرو (فرانسوی: Étienne Decroux‎ زادهٔ ۱۹ ژوئیه ۱۸۹۸ در پاریس، فرانسه – درگذشتهٔ ۱۲ مارس ۱۹۹۱ در بولوین-بیانکور)" هنرپیشه اهل فرانسه بود که در نزد ژاک کوپو آموزش دید و در همان‌جا بود که دغدغه مدام تمام سالیان عمرش رقم خورد، میم جسمانی. در طول تاریخ طولانی کاریش بعنوان بازیگر فیلم و تئاتر، او قطعات بسیاری ساخت که در تمامی آنها بدن بازیگر ابزار اصلی بیان بود.